# Osterberg (Garßen)

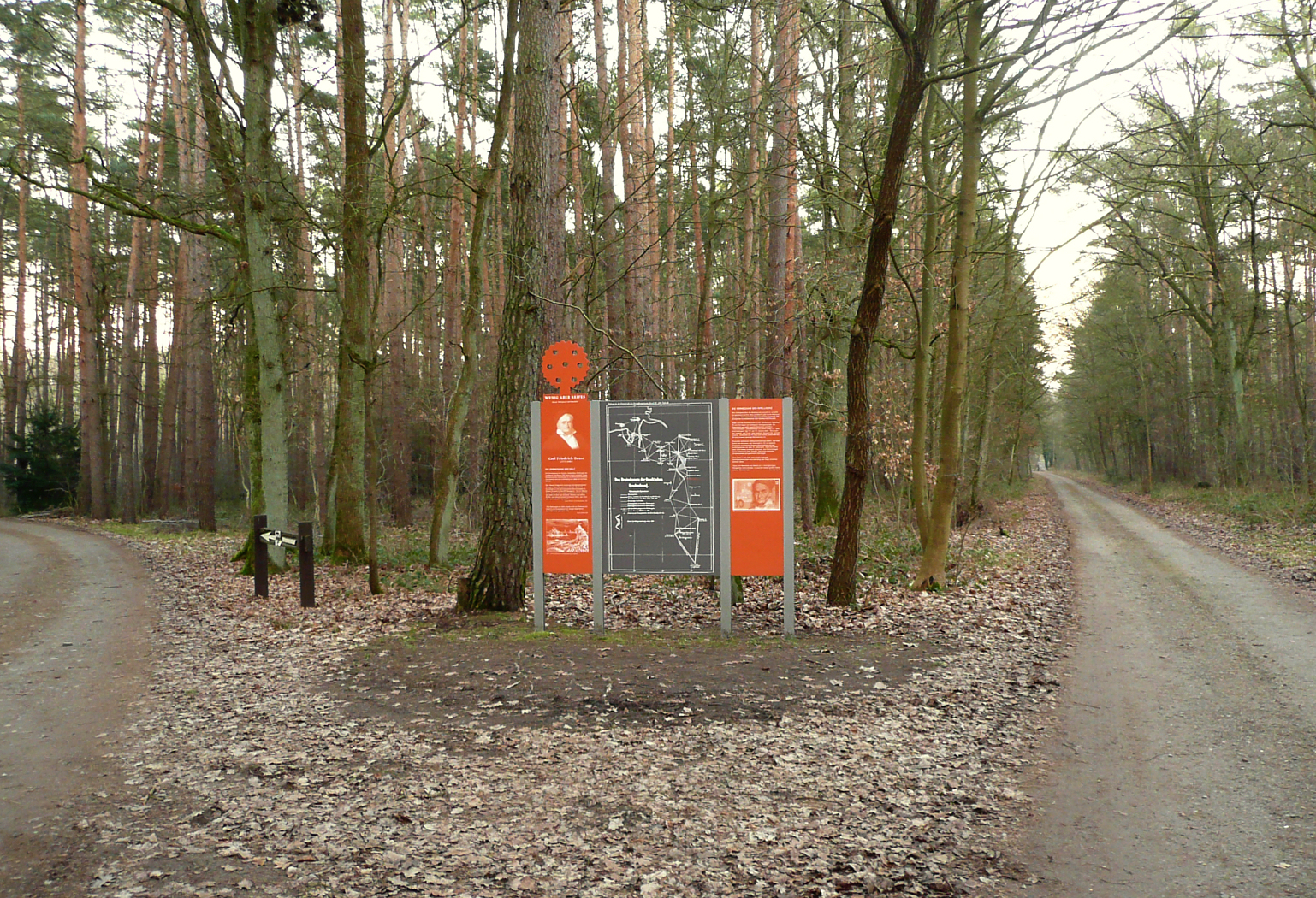
Informationstafel zur Vermessung auf der Kuppe des Osterbergs

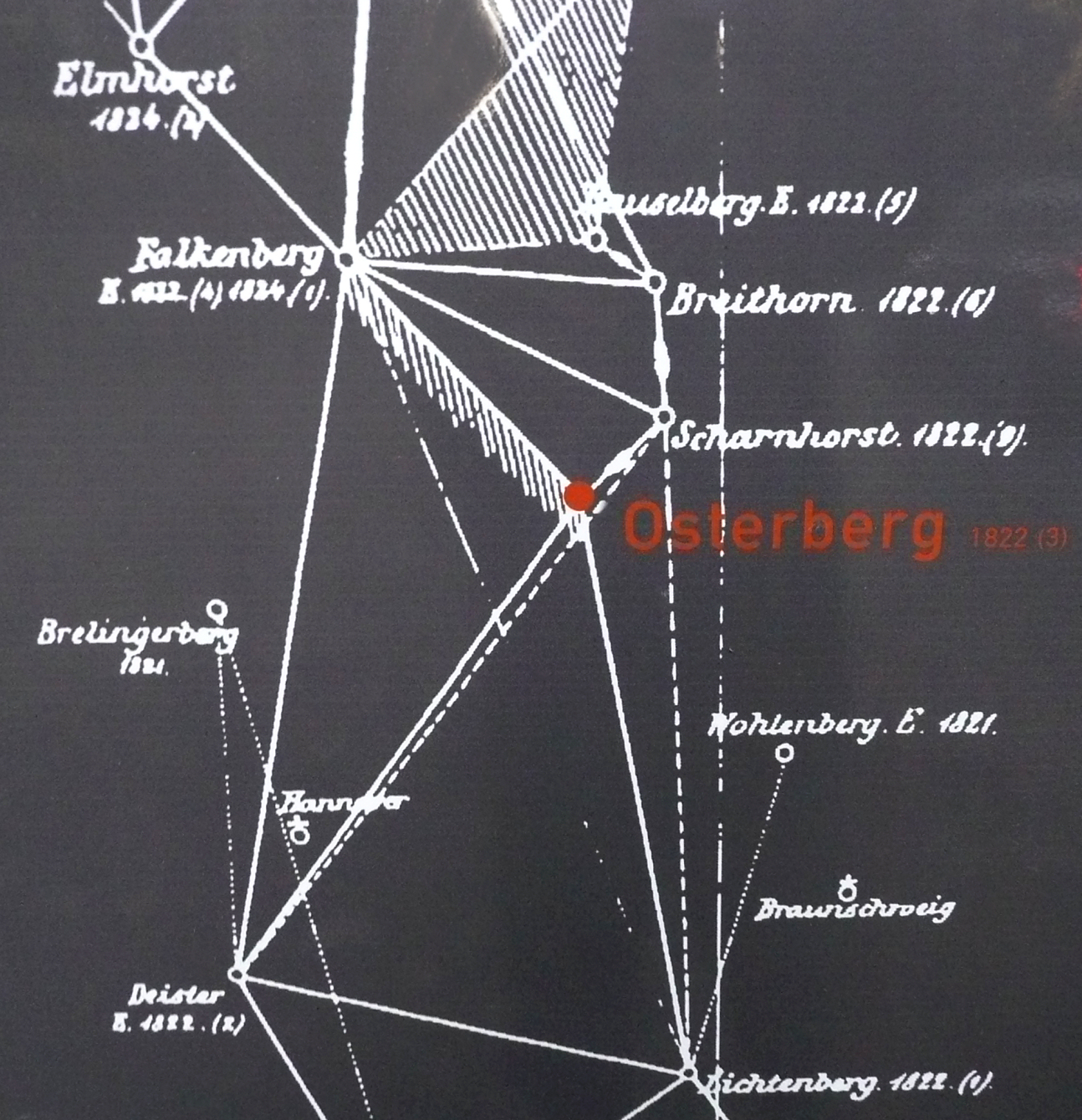
Ausschnitt aus dem Dreiecksnetz der Gaußschen Landesaufnahme mit dem Osterberg

Der Osterberg, auch als Garßener Berg bezeichnet, liegt östlich des Stadtteils Garßen der Stadt Celle in Niedersachsen. Die weitgehend bewaldete Erhebung hat eine Höhe von 75 m ü. NHN. 
Der südliche Bereich wird zum Sandabbau genutzt. Dort entdeckte ein Archäologe Ende der 1970er Jahre auf einer für den Abbau freigeräumten Fläche drei Fundstellen eines mesolithischen Lagerplatzes mit Flintabschlägen. Aus dieser Zeitstellung fanden sich auch Steinsetzungen und eine Feuerstelle. Im südlichen und östlichen Bereich der Erhebung liegt ein Golfplatz. Im nördlichen Bereich bestehen einzelne Gebäude einer diakonischen Einrichtung für Menschen mit Behinderungen.   
Auf dem Berg stellte der Geodät Carl Friedrich Gauß 1822 ein Postament (Gaußstein) als Vermessungspfeiler im Zuge der Gaußschen Landesaufnahme auf. Der Stein diente als trigonometrischer Dreieckspunkt bei der Vermessung des Königreichs Hannover. Gauß fand damals unter Schwierigkeiten einen geeigneten Messpunkt. Zu den vom Osterberg aus angezielten Stationen gehörten der etwa 60 km Luftlinie entfernte Gaußstein in den Lichtenbergen und der ebenfalls rund 60 km entfernte Vermessungspunkt im Deister (siehe Gaußstein im Deister). Weitere angepeilten Stationen waren der etwa 25 km entfernte Falkenberg und die etwa 10 km entfernte Scharnhorster Höhe (91 m über NHN), wo ein gemauertes Postament errichtet und ein Durchhau nach Garßen vorgenommen wurde.
Von der damaligen Vermessung zeugt heute eine Informationstafel auf dem Osterberg. Der Vermessungspfeiler ist nicht mehr vorhanden.